# Stadio Kim Il-sung
Lo stadio Kim Il-sung (김일성경기장?, 金日成競技場?, Gim Il-seong GyeonggijangLR, Kim Il-sŏng KyŏnggijangMR; anche noto in inglese come Kim Il-sung Stadium) è uno stadio situato nella città di Pyongyang, capitale della Corea del Nord.

## Storia
La struttura, costruita nel 1926 durante l'occupazione giapponese della Corea, venne inizialmente denominata "stadio Girimri".
Dopo la divisione della Corea, lo stadio venne destinato ad ospitare apparizioni pubbliche di uomini politici: in particolare ospitò il primo discorso di Kim Il-sung dopo il suo ritorno dall'esilio nel 1945. Nel 1969 la struttura venne demolita e ricostruita, con la nuova denominazione di "stadio Moranbong"; nel 1982, a seguito di una nuova ristrutturazione, l'intitolazione cambiò nuovamente in onore del primo presidente nordcoreano (all'epoca peraltro ancora vivente).

## Uso
Lo stadio ospita perlopiù partite di calcio ed ha ospitato spettacoli di massa come il Festival di Arirang fino agli anni 1990 (prima del loro trasferimento nel più capiente Rungrado May Day Stadium).
In particolare, la struttura ospita la gran parte delle gare interne della nazionale di calcio della Corea del Nord, dell'equivalente femminile e del Pyongyang City Sports Club.
Una significativa eccezione è costituita dalle partite che vedono le nazionali nordcoreane affrontare quelle meridionali: in più occasioni le autorità nordcoreane hanno infatti rifiutato di concedere lo stadio per tali incontri, non accettando che al suo interno risuonasse l'inno nazionale e sventolasse la bandiera della Corea del Sud. Tipicamente tali partite vengono pertanto giocate su campo neutro in Cina.

## Galleria d'immagini

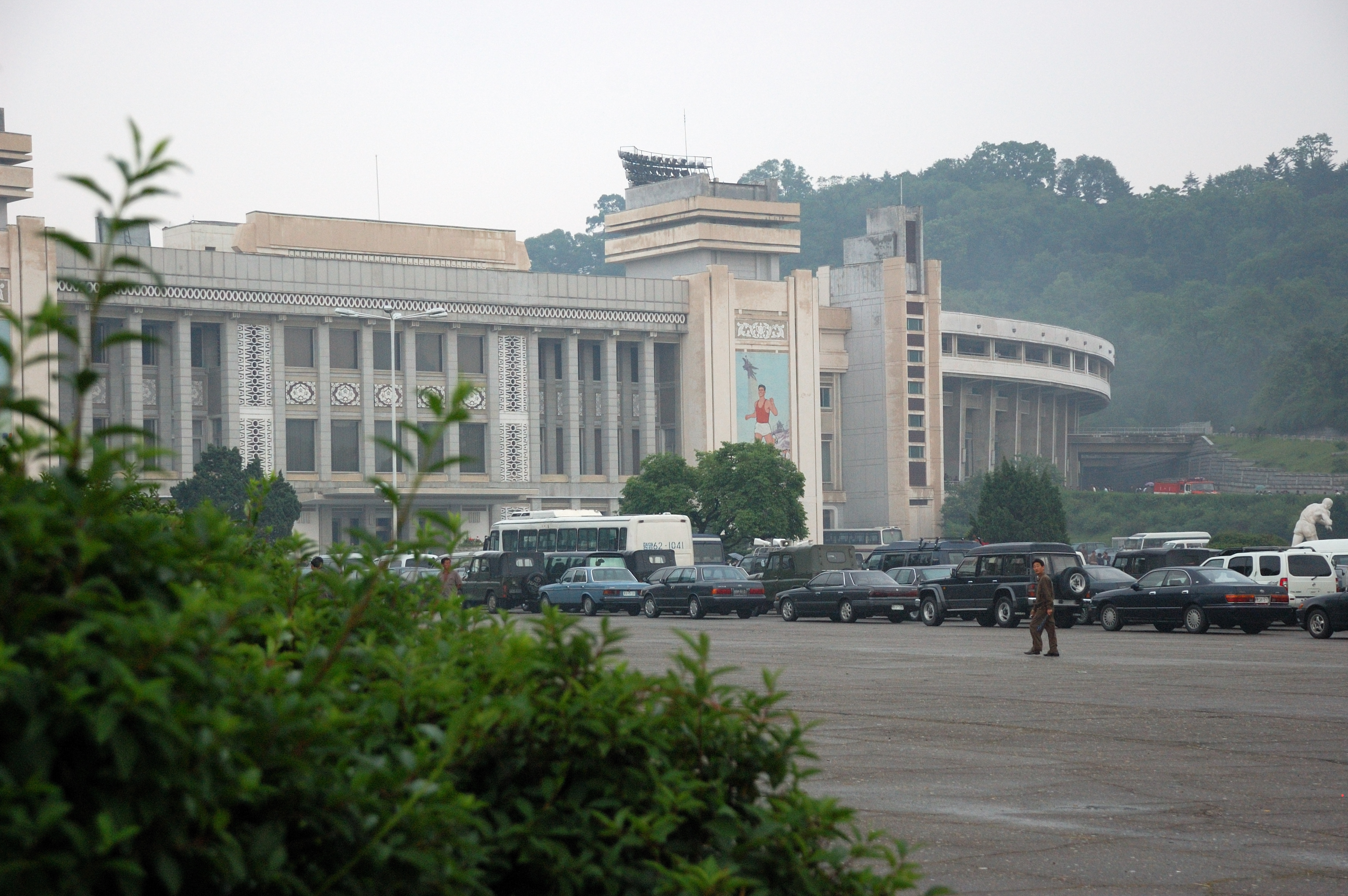
Vista dell'esterno dello stadio.
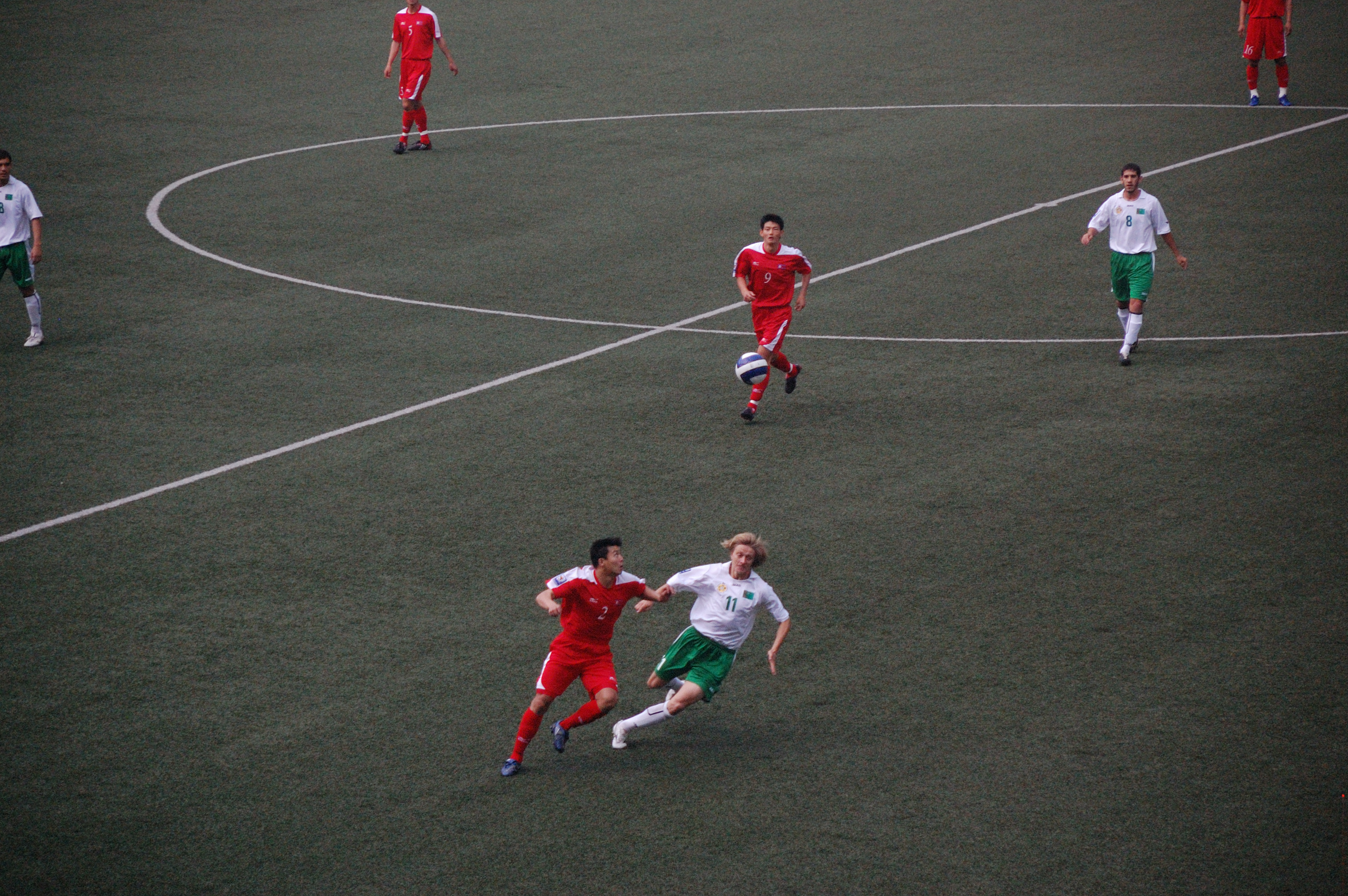
Un istante della partita tra Corea del Nord e Turkmenistan giocata allo stadio nel giugno 2008.
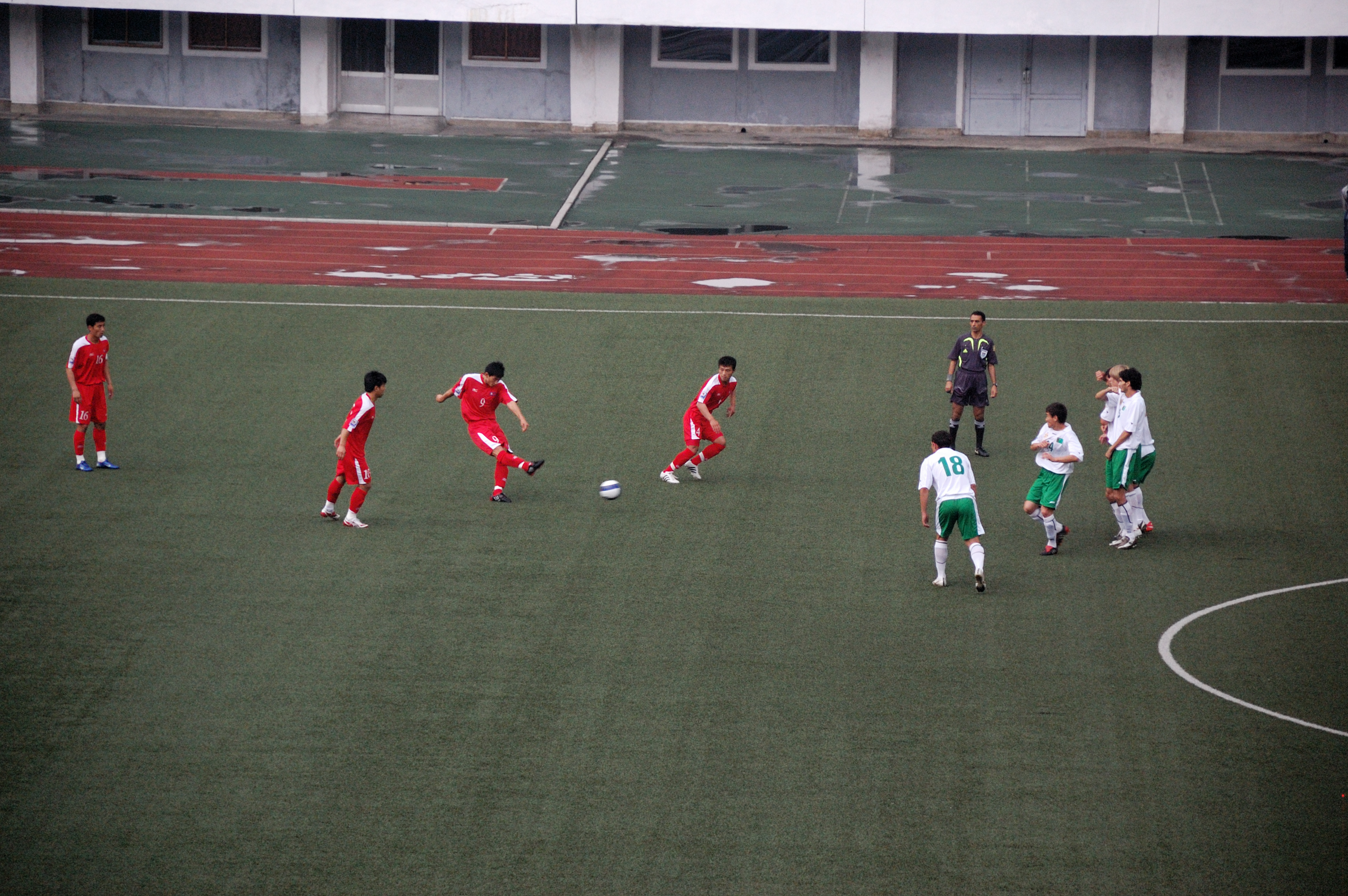
Un istante della partita tra Corea del Nord e Turkmenistan giocata allo stadio nel giugno 2008.
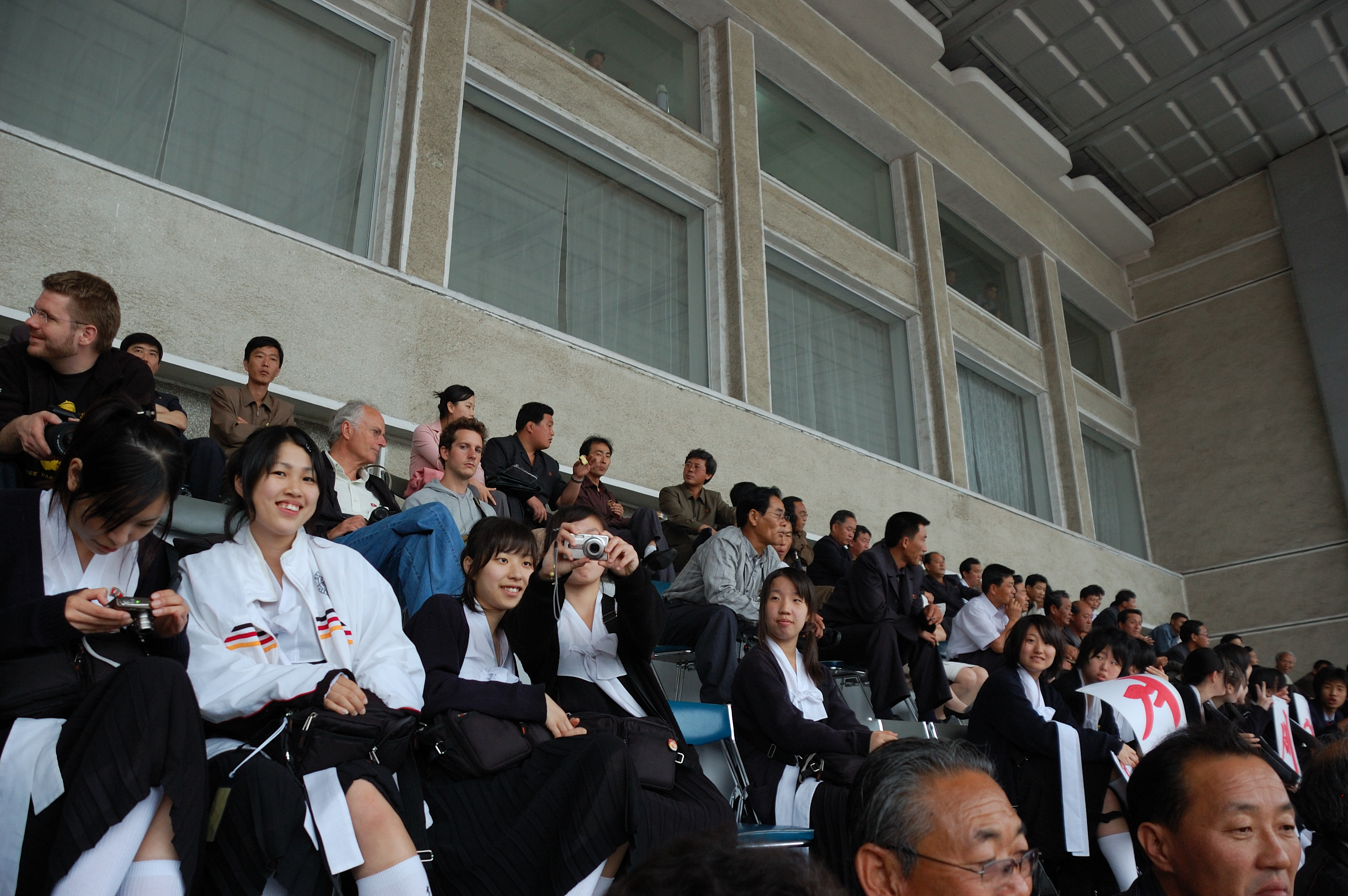
Spettatori sugli spalti dello stadio seguono la partita tra Corea del Nord e Turkmenistan giocata nel giugno 2008.
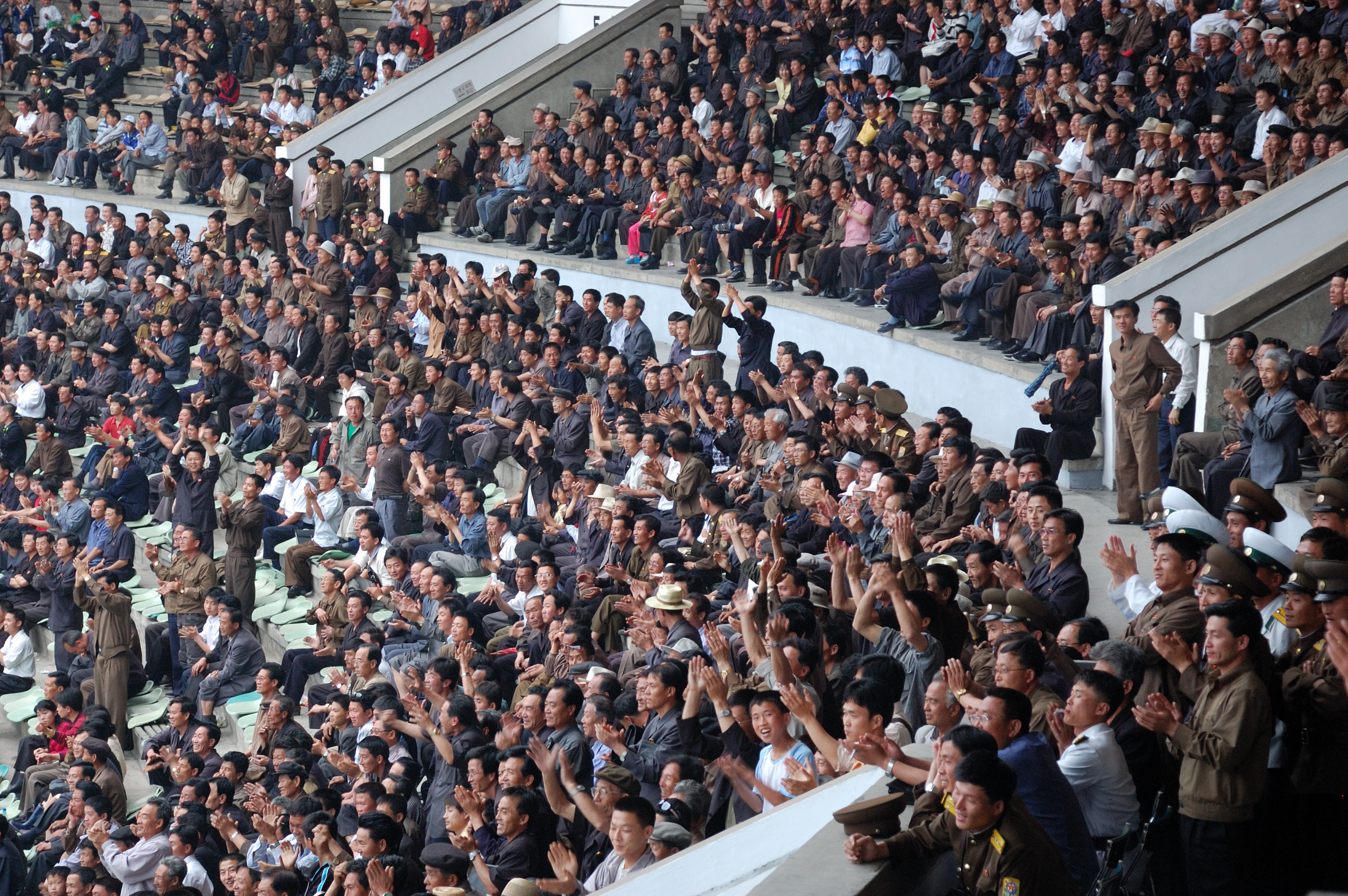
Spettatori sugli spalti dello stadio seguono la partita tra Corea del Nord e Turkmenistan giocata nel giugno 2008.